# Alain Badiou
Alain Badiou (Rabat, 1937. január 17. –) francia filozófus, író, esztéta, politikai aktivista és dramaturg. Az École normale supérieure (ENS) és az European Graduate School tanára, az  Université de Paris VIII Filozófia Karának alapítója Gilles Deleuze-zel, Michel Foucault-val és Jean-François Lyotard-ral. Badiou legfontosabb kérdései a lét, az esemény, az igazság, a "valóság iránti szenvedély" és a szubjektum fogalmait érintik, ám metafizikai fejtegetései mellett politikai eszmetörténettel és politikafilozófiával is foglalkozik. Fiatal korától számos politikai mozgalomnak és szervezetnek a tagja, szélsőbaloldali meggyőződésének számtalan alkalommal adott már hangot.

## Életrajz
Édesapja Raymond Badiou matematikus, Toulouse polgármestere, aki a második világháború ideje alatt a francia ellenállási mozgalom (la Résistance) tagja volt. Édesanyja Marguerite Rouxbédat. Alain Badiou a párizsi Lycée Louis-le-Grand befejezése után 1955 és 1960 közt az École normale supérieure-ön tanul, diploma dolgozatát Baruch Spinoza Etika című művéből írja. 1963-tól a Reims Egyetemen tanul, ahol szoros barátságot köt a drámaíró és filozófus François Regnault-val. 1969-től kezdődően tanít az University of Paris VIII (Vincennes-Saint Denis) egyetemen. A tanári elfoglaltságok mellett jelennek meg első regényei (az Almagestes, 1964-ben, a Portulans 1967-ben), később pedig filozófiai művei. 1967-től csatlakozik a Louis Althusser vezette tanulókörhöz, s ezekben az években ismerkedik meg Jacques Lacannal is.
Az 1968-as párizsi diák- és munkásfelkelések ideje alatt tagja a baloldali Union des communistes de France marxiste-léniniste (UCFml) csoportnak. Ebben az időben maoista nézeteket vall.

## Filozófiai tevékenység
Alain Badiou érdeklődése leginkább matematikai, halmazelméleti megalapozottságú. Filozófiai gondolkodásában platonista szemléletű. Nagy hatást gyakorolt rá Mallarmé költészete, Hegel, Sartre és Althusser filozófiája, valamint Lacan pszichoanalitikai fejtegetései. A klasszikus metafizika és a filozófiai rendszer elkötelezettje. Legfontosabb műve az 1988-ban megjelent L'Être et l'Événement (Lét és esemény).

## Politikai tevékenysége
Már fiatal egyetemista korában tevékenyen részt vesz politikai mozgalmakban. 1960-ban egyike a Parti socialiste unifié (Egyesült Szocialista Párt) megalapítóinak.
Badiou politikailag a későbbiekben sem távolodott el a baloldaltól. Két másik filozófussal – Sylvain Lazarus-val és Natacha Michellel – 1985-ben egy nem pártjellegű mozgalmat alapított (L’Organisation politique), amely egyes problémákat a középpontba állítva avatkozott bele az eseményekbe (többnyire üzemi agitációval), elsősorban az „illegális” bevándorlók (les sans-papiers) és a munkások érdekében.

## Művei

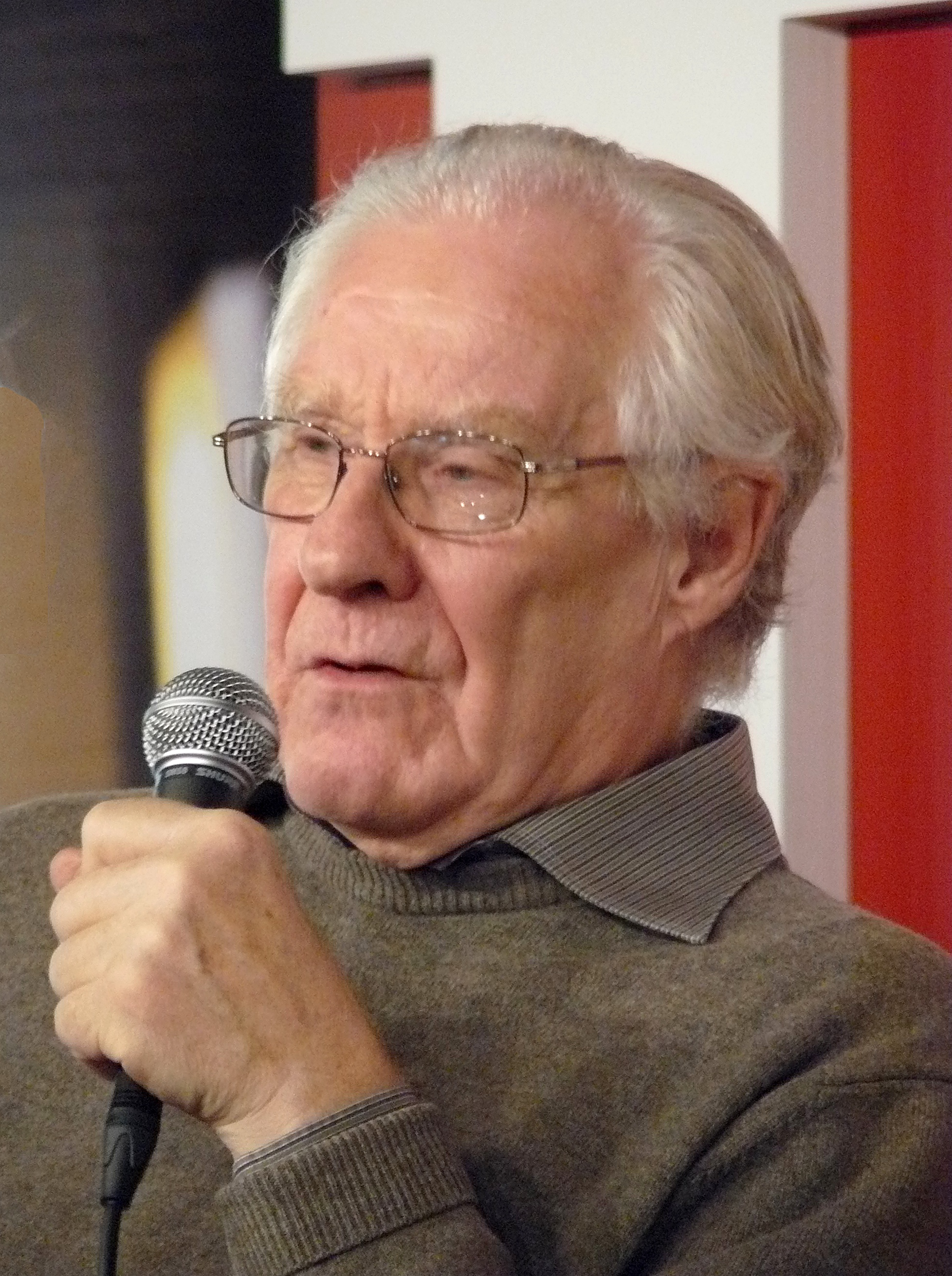
Alain Badiou egy 2010-es párizsi könyvbemutatón.

Alain Badiou műveit számos nyelvre lefordították. A következőkben a legfontosabbakat soroljuk fel.

### Filozófiai művek
- Le concept de modèle (1969, 2007)
- Théorie du sujet (1982)
- Peut-on penser la politique? (1985)
- L'Être et l'Événement (1988)
- Manifeste pour la philosophie (1989)
- Le nombre et les nombres (1990)
- D'un désastre obscur (1991)
- Conditions (1992)
- L'Éthique (1993)
- Deleuze (1997)
- Saint Paul. La fondation de l'universalisme (1997, 2002)
- Abrégé de métapolitique (1998)
- Court traité d'ontologie transitoire (1998)
- Petit manuel d'inesthétique (1998)
- Le Siècle (2005)
- Logiques des mondes. L'être et l'événement, 2 (2006)
- Second manifeste pour la philosophie (2009)
- L'Antiphilosophie de Wittgenstein (2009)
- Éloge de l'Amour (2009)
- Heidegger. Le nazisme, les femmes, la philosophie (társszerző: Barbara Cassin) (2010)
- Le Fini et l'Infini (2010)
- La République de Platon (2012)
- L'aventure de la philosophie française (2012)

### Kritikai művek és esszék
- Rhapsodie pour le théâtre (1990)
- Beckett, l'increvable désir (1995)
- Cinéma (2010)
- Le noir : Éclats d'une non-couleur (2016)

### Szépirodalmi művek és drámák
- Almagestes (1964)
- Portulans (1967)
- L'Écharpe rouge (1979)
- Ahmed le subtil (1994)

### Politikai esszék
- Théorie de la contradiction (1975)
- De l'idéologie (F. Balmès-val közösen) (1976)
- Circonstances 1: Kosovo, 11 Septembre, Chirac/Le Pen (2003)
- Circonstances 2: Irak, foulard, Allemagne/France (2004)
- Circonstances 3: Portées du mot " juif " (2005)
- Circonstances 4: De quoi Sarkozy est-il le nom ? (2007)
- Circonstances 5: L'hypothèse communiste (2009)
- Circonstances 6: Le Réveil de l'Histoire (2011)
- Circonstances 7: Sarkozy: pire que prévu, les autres : prévoir le pire (2012)

## Magyarul megjelent művei

### Könyvek
- A század; ford. Mihancsik Zsófia; Typotex, Budapest, 2010 (Radikális gondolkodók)
- Szent Pál. Az egyetemesség apostola; ford. Csordás Gábor; Typotex, Budapest, 2012 (Radikális gondolkodók)
- Lét és esemény; ford. Csordás Gábor; KRE–L'Harmattan, Budapest, 2021 (Rezonőr)

### Könyvrészlet
- Az etika. Esszé a gonosz tudatáról (fordította: Szigeti Csaba)

### Esszék
- "Régibb a mi bajunk". Gondolatok a 2015. novemberi párizsi öldöklésről (Eszmélet folyóirat)
- Reflexiók a friss választásokra[halott link]

## Idézetek
"De végül is maga Pál tanítja nekünk, hogy nem a hatalom jelei számítanak, és nem is a példaszerű élet, hanem az, amire egy meggyőződés képes, itt, most és mindörökké." (Szent Pál. Az egyetemesség apostola. 61. oldal.)
“A szerelem az, mely a véletlent sorsszerűvé teszi.” (“Ėloge de l’amour”)
"Le kell számolnunk azzal a talán a tudattalanunkba is bevésett mentalitással, hogy míg egy nyugati ember halála szörnyű dolog, ezer emberi halál Afrikában, Ázsiában vagy a Közép-Keleten, sőt akár Oroszországban is, igazából nem nagy ügy. Ez a gyarmatosító imperializmus öröksége, azé, amit Nyugatnak hívunk, azaz a fejlett, civilizált, demokratikus országoké: innen jön a gyakorlat, hogy magunkat az egész emberiség és az egész emberi civilizáció képviselőinek látjuk." ("Régibb a mi bajunk". Gondolatok a 2015. novemberi párizsi öldöklésről. Eszmélet folyóirat, 28. évfolyam, 110. szám, 21. oldal.)

## Fordítás
- Ez a szócikk részben vagy egészben  az   Alain_Badiou című angol Wikipédia-szócikk fordításán alapul.  Az eredeti cikk szerkesztőit annak laptörténete sorolja fel. Ez a jelzés csupán a megfogalmazás eredetét és a szerzői jogokat jelzi, nem szolgál a cikkben szereplő információk forrásmegjelöléseként.
- Ez a szócikk részben vagy egészben  az   Alain_Badiou című francia Wikipédia-szócikk fordításán alapul.  Az eredeti cikk szerkesztőit annak laptörténete sorolja fel. Ez a jelzés csupán a megfogalmazás eredetét és a szerzői jogokat jelzi, nem szolgál a cikkben szereplő információk forrásmegjelöléseként.
- Ez a szócikk részben vagy egészben  az   Alain_Badiou című német Wikipédia-szócikk fordításán alapul.  Az eredeti cikk szerkesztőit annak laptörténete sorolja fel. Ez a jelzés csupán a megfogalmazás eredetét és a szerzői jogokat jelzi, nem szolgál a cikkben szereplő információk forrásmegjelöléseként.

### Magyarul
- Tamás Gáspár Miklós írása Badiou-ról
- Losoncz Márk: Badiou és a költészet igazsága[halott link]
- Bagi Zsolt: A tett testvérisége
- Alain Badiou barlangjában
- A Vadállat évszázada. Interjú Alain Badiou filozófussal (Várkonyi Benedek, Élet és Irodalom, 2010-07-02)

#### A század című könyv recepciója
- Egy század foglalata (Teleki András, Kultúra és Kritika)
- A valóság iránti szenvedély (Deczki Sarolta, Élet és Irodalom)
- Filozófus kézi röntgennel (Almási Miklós, Népszabadság)

### Más nyelveken
- Journal of Badiou Studies
- Jason Barker: Alain Badiou. A Critical Introduction. Pluto Press, London, 2002
- Bruno Bosteels: Alain Badiou: Werdegang eines Streitbaren. Laika-Verlag, Hamburg, 2012
- Peter Hallward, Badiou: A Subject to Truth, Minneapolis, University of Minnesota Press, 2003
- Slavoj Žižek On Alain Badiou and Logiques des mondes
- Interjú a BBC HARDTAlk című műsorban
- Badiou a szerelemről
- Beszélgetés Jacques Rancière-rel a Contre-Courant című műsorban